# Fustuarium
Fustuarium (abstração do latim para haste ou vara) foi uma forma de execução romana através de porretadas ou varadas na vítima.
Pôde também ser aplicado a cada décimo homem de uma unidade como forma de decimatio, que também foi feito através de espada.

## Literatura
- Andrew Lintott, Violence in Republican Rome (Oxford University Press, 1999), pp. 41–43.
- Graham Webster, The Roman Imperial Army  (University of Oklahoma Press 1985), pp. 13–14.